# Bouvier bernois
 (janvier 2024).
Si vous disposez d'ouvrages ou d'articles de référence ou si vous connaissez des sites web de qualité traitant du thème abordé ici, merci de compléter l'article en donnant les références utiles à sa vérifiabilité et en les liant à la section « Notes et références ».
Pour les articles homonymes, voir Bouvier.
Le bouvier bernois est une race de chien dont la Fédération cynologique internationale attribue l'origine à la Suisse. Chien de ferme originellement conçu pour la garde des bâtiments, des bovins et le transport du lait, il est aujourd'hui un chien d’utilité polyvalent et chien de famille, mais reste sportif et peut être gardien même si ce n'est pas sa spécialité. Il appartient au groupe 2 de la classification de la FCI : « chiens de type pinscher et schnauzer, molossoïdes et chiens de montagne et de bouviers suisses ».

## Origine

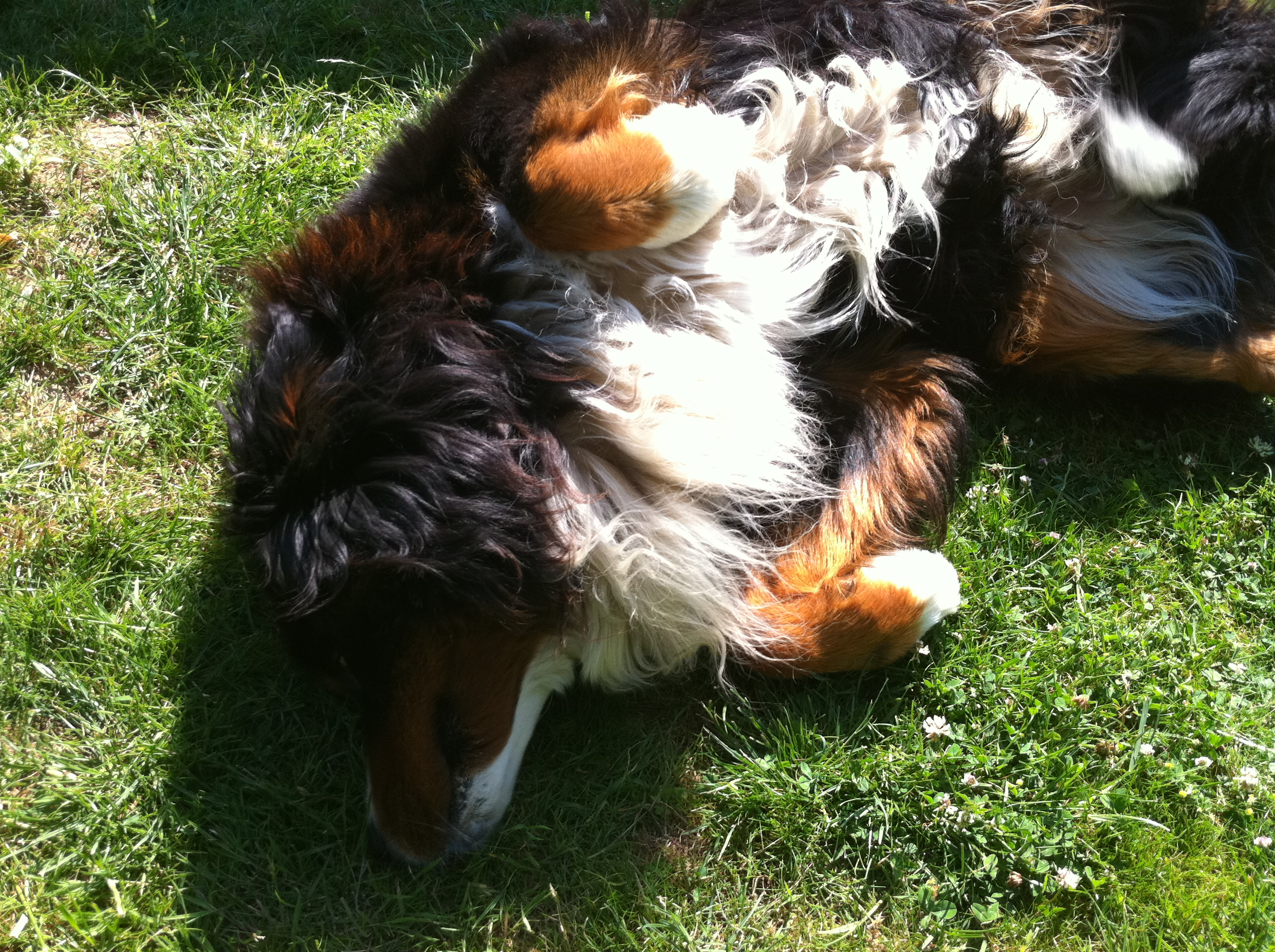
Un chien très docile et joueur.

Le bouvier bernois appartient à la famille des bouviers suisses, son nom provient du nom allemand Berner Sennenhund, signifiant « chien alpin de vacher de Berne ». La race très ancienne émane des villages de Dürrbach et Berthoud près de Berne. Deux origines sont attribuées à l'ancêtre du bouvier bernois, soit un croisement avec le dogue du Tibet utilisé par les armées romaines comme chien de guerre et de garde de troupeaux, soit un chien de ferme transportant les charrettes de lait et gardant les troupeaux bovins depuis plusieurs millénaires.

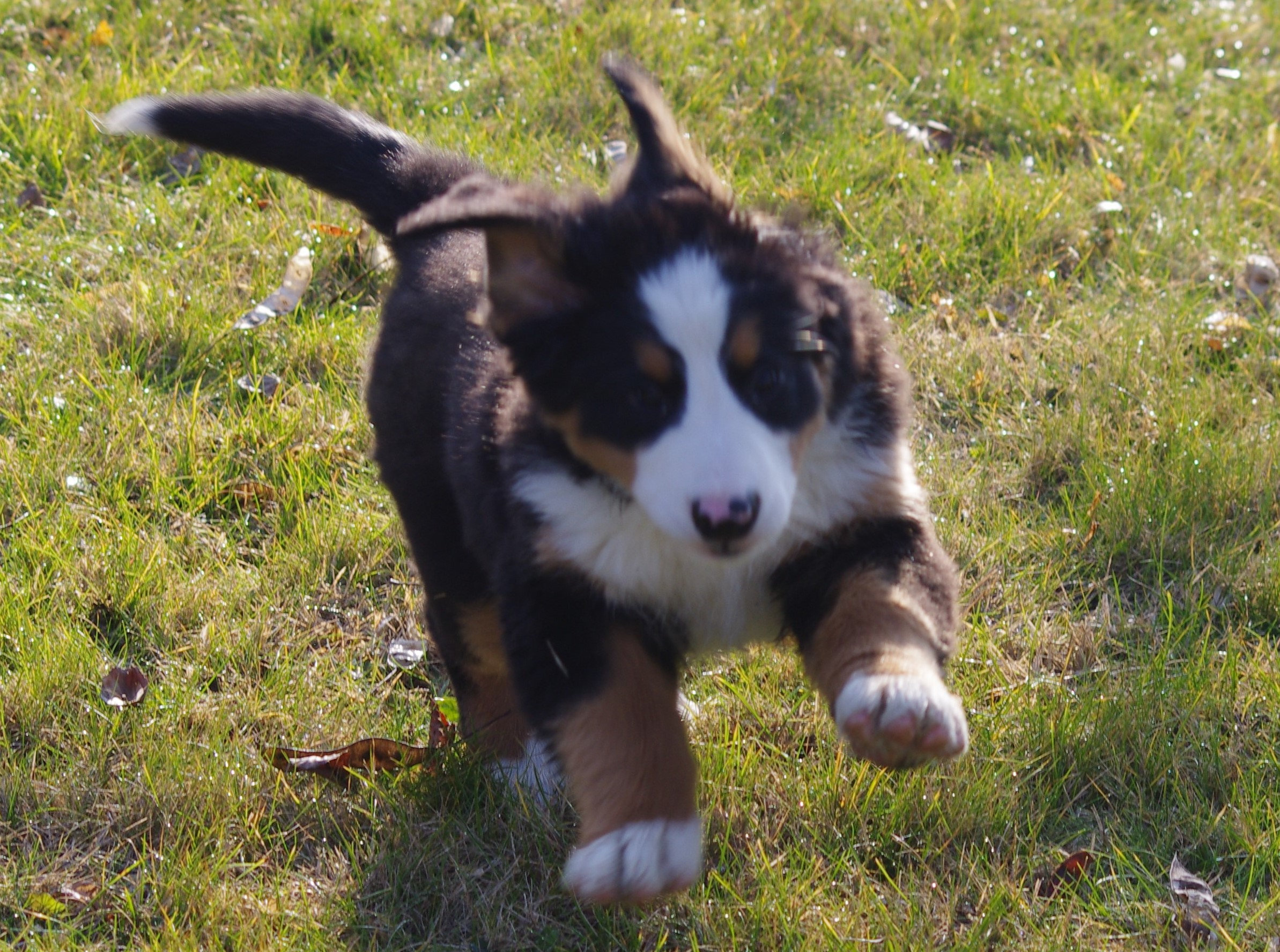
Chiot bouvier bernois de 4 mois.

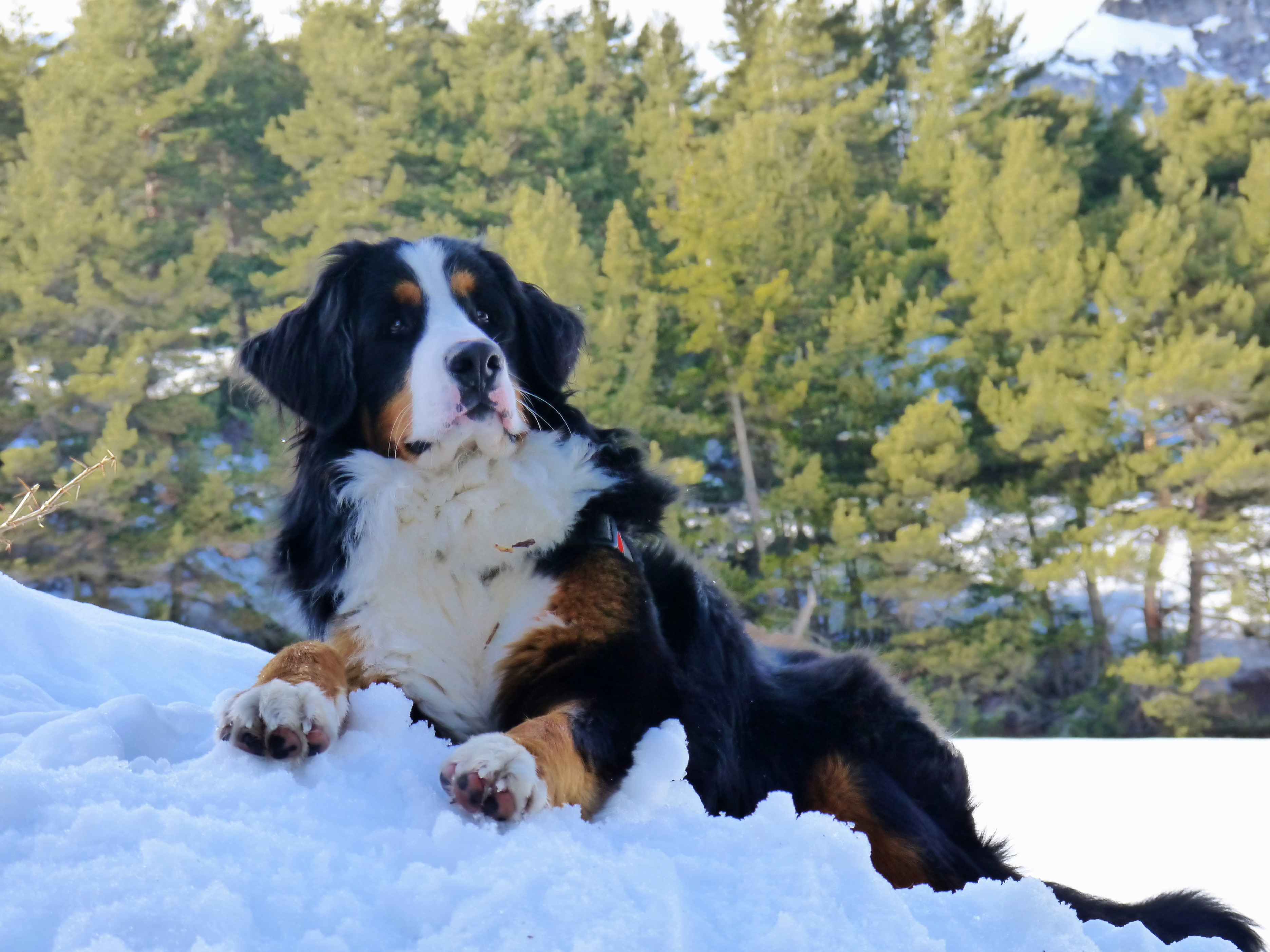
Chien de montagne.

En 1899 est créée l’association La Berna, regroupant les éleveurs de chiens de race. Celle-ci présentera en 1902 les chiens de Dürrbach lors d'une exposition.
En 1907 est créé du club suisse de Dürrbachler pour promouvoir l'élevage des bouviers bernois (c'est pourquoi les bouviers bernois ont été appelés les dürrbach jusqu'en 1913)[réf. nécessaire].
Longtemps appelé « cheval du pauvre », surnom dû à sa tâche consistant à transporter les bidons de lait sur une charrette, certaines associations en ont fait un chien guide d'aveugle, et il est également utilisé en Suisse comme chien de recherche pour retrouver les skieurs enfouis sous la neige. À l’heure actuelle son principal rôle est d’être un chien de compagnie[réf. nécessaire].
La rumeur veut que le bouvier fut croisé en 1949 avec un terre-neuve pour adoucir son caractère.
Dès le Moyen âge on rapporte l'existence de chiens qui pourraient être les ancêtres du bouvier bernois actuel dans les montagnes suisses où ils étaient utilisés comme auxiliaires de l'Homme pour protéger les fermes et les troupeaux

## Descriptif
Le bouvier bernois a une taille comprise entre 64 et 70 cm pour le mâle, contre 58 et 66 cm pour la femelle.
Il peut peser de 50 à 70 kg pour le mâle, contre 40 à 50 kg pour la femelle.
Le bouvier bernois a une longévité de sept à dix ans.
Cette race de chien est de couleur tricolore et possède une robe noire. Le bouvier bernois possède un plastron blanc en fohkijookde (croix suisse), une ligne blanche sur le front, sur le museau et entre les yeux, le bout des pattes et le bout de la queue blancs, ainsi que des taches rousses au-dessus des yeux (appelées pastilles), sur les membres et les joues.
Le bouvier bernois possède une tête puissante, avec un crâne de face et de profil peu bombé. Ses oreilles sont de forme triangulaire, arrondies à l'extrémité, attachées haut, tombantes et bien accolées à la tête. Il possède un stop bien accusé. Son sillon frontal est peu marqué. Ses pattes sont courtes, arrondies avec des doigts serrés et bien cambrés. Son poil est long, lisse ou légèrement ondulé. Sa truffe est de couleur noire. Son museau est puissant, droit, et de longueur moyenne. Ses lèvres sont peu développées, bien appliquées, et de couleur noire. Ses yeux sont brun foncé, en forme d'amande, avec des paupières qui épousent bien la forme du globe oculaire.
- Plusieurs défauts peuvent empêcher sa confirmation au LOF (Livre des Origines Françaises) :
  - Chien peureux
  - Fond de robe autre que noir ou non tricolore
  - Absence de plus de deux prémolaires, entropion, ectropion,
  - Ligne supérieure fortement inclinée, queue enroulée, queue cassée,
  - Ossature fine, poil bouclé, nez fendu, œil bleu, poil court,
  - Absence de blanc en tête, liste trop large. Sur le museau, blanc qui dépasse la commissure des lèvres. Balzanes blanches remontant trop haut. Marques en tête, au cou et au poitrail d'une asymétrie frappante.
  - Monorchidie, Chryptorchidie (un seul testicule ou absence totale) pour les mâles.

Pour faire concourir un bouvier bernois, celui-ci ne doit porter la queue ni trop haute, ni trop basse. Son poil doit être lisse ou légèrement ondulé. Le crâne du chien doit être légèrement bombé.

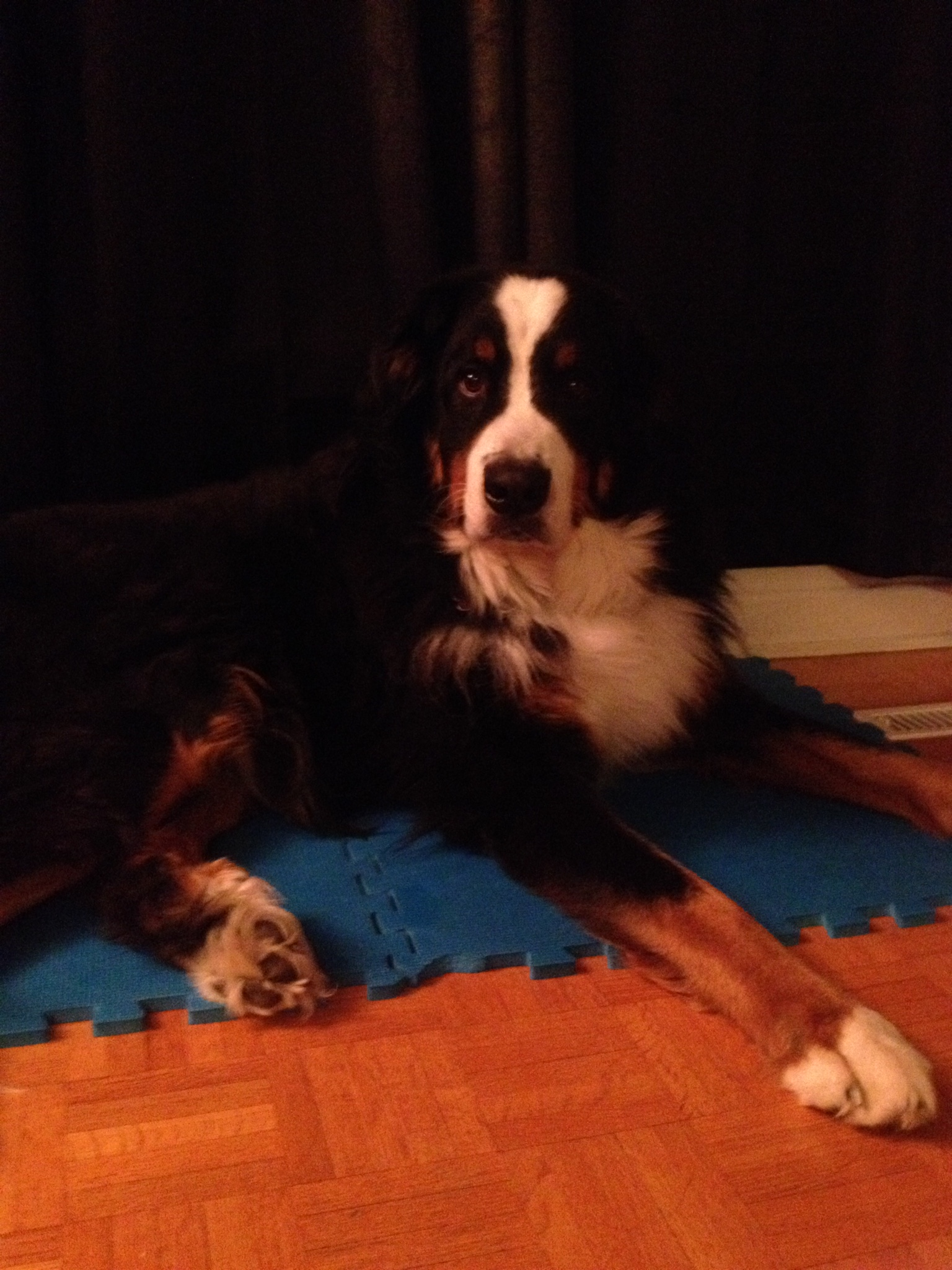

## Caractère
- Le bouvier bernois est calme, affectueux, très gourmand et fidèle. Cette race a en effet grand besoin de contact humain, il est même surnommé par certains « pot de colle », en raison de son grand attachement à ses maîtres. Sa nature de gardien fait en sorte qu'il fera preuve de méfiance à l'arrivée d'un nouveau venu.  Cette méfiance se dissipera dès qu'il aura eu le temps d'évaluer la personne.  Dès lors, il deviendra très agréable avec ce nouveau venu. Bien qu'appartenant aux molossoïdes, il fait partie du groupe II sans obligation de port de la muselière en public[4].

- Tranquille et peu sportif, il nécessite tout de même de longues promenades. D’un naturel peu fuyard, il ne s’écartera jamais hors de portée de vue de ses maîtres ; il reste néanmoins d’un naturel très curieux.

- Quelques cas de morsures ont même été relatés chez des bernois en réaction à un dressage sévère. Le bernois ne passera à l'action que s'il ressent que sa vie est en danger. Néanmoins, son éducation se fera rapidement grâce à ses facultés d’adaptation et à son intelligence.

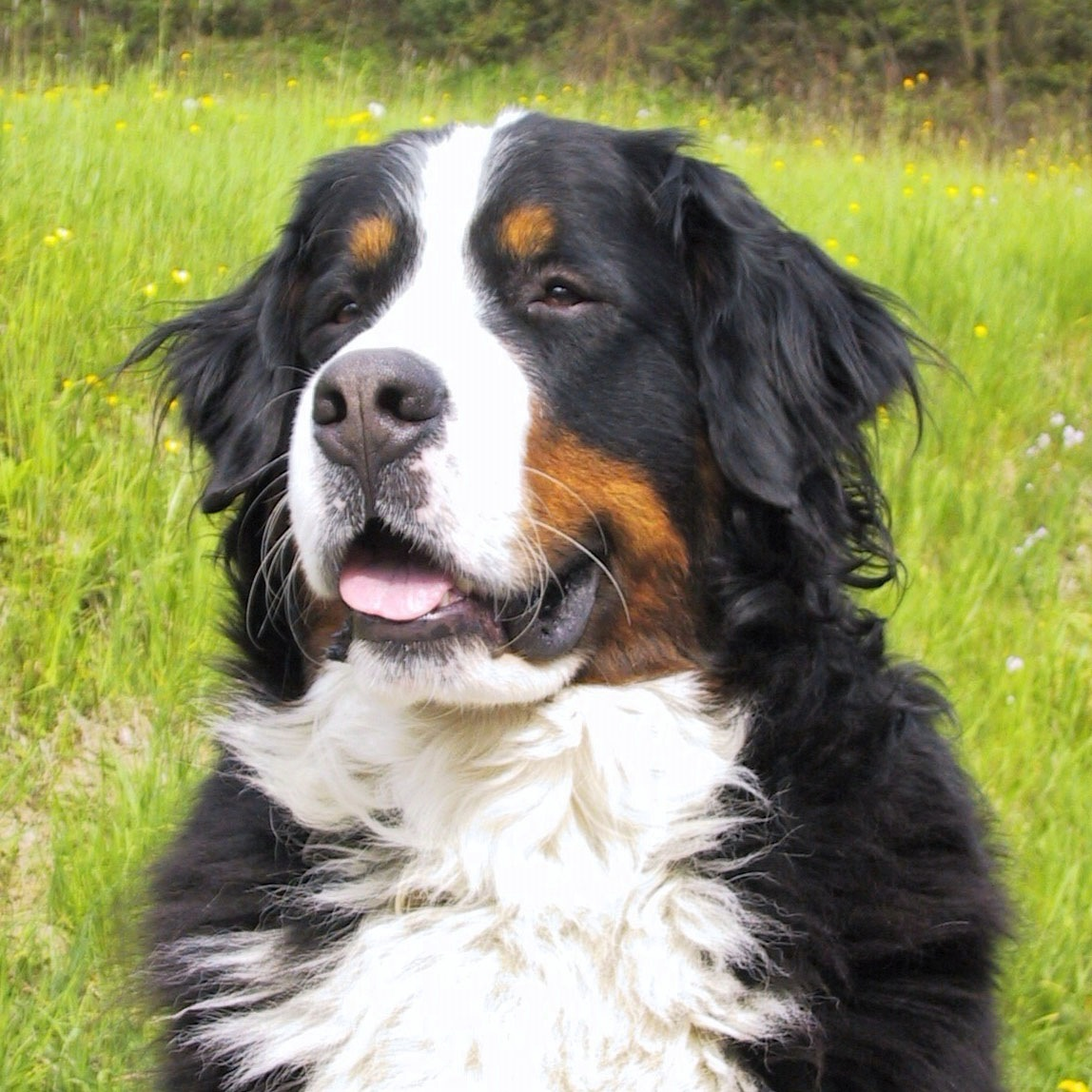
Tête d'un chien bouvier bernois.

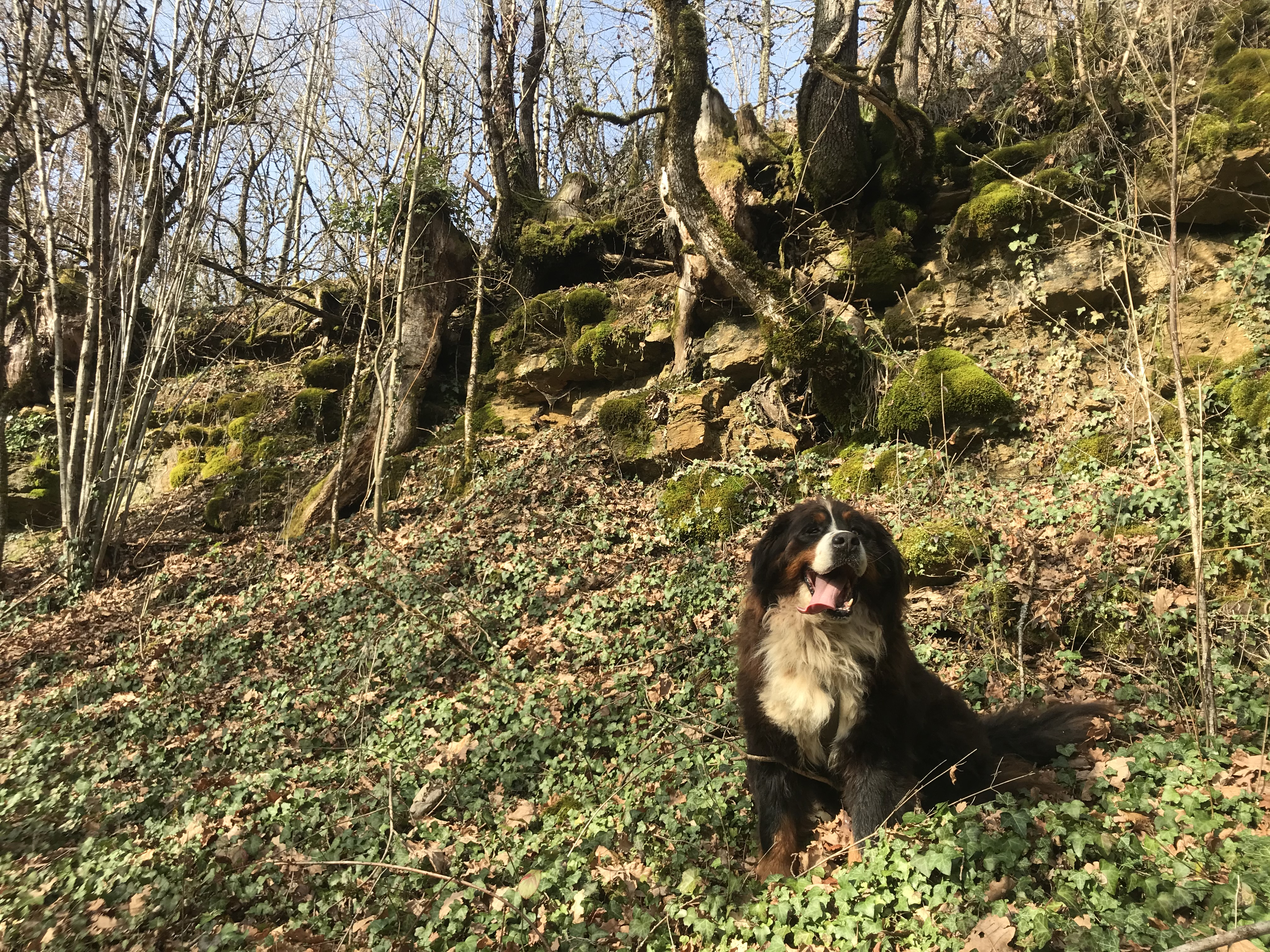
Bouvier bernois en randonnée.

Même s'il n’est pas un chien de garde au sens populaire du terme, ses origines de gardien de ferme refont surface en présence de toutes activités suspectes. Il saura avertir ses maîtres et dissuader tout intrus par ses aboiements. La plupart du temps, le bouvier n'aboie que s'il entend du bruit, mais lorsqu'il le fait, c'est avec beaucoup de conviction.
Au Canada, le bouvier bernois est la 9e race de chien la plus populaire entre 2015 et 2020, selon le Club canin canadien.

## Problèmes de santé courants
- Dysplasie : problème lié à une nourriture pauvre en vitamines et nutriments. Selon Marc Torel et Klaus Dieter Kammerer, la dysplasie ne serait pas un problème génétique [6]. Moins connue car beaucoup moins subjective, la méthode PENNHIP mesure le degré de laxité, indice de la probabilité d'apparition de la dysplasie. Les résultats sont exprimés sur une échelle de 0 à 100, 100 étant une dysplasie sévère. En date du 1er janvier 2007, le meilleur bouvier bernois avait obtenu un pointage de 23, le pire totalisant 116 avec une moyenne de 52 pour l'ensemble des 1 185 bouviers bernois observés.
- Cancer : le cancer touche très souvent le bouvier bernois, environ 9,7 % de la population selon une étude du  Bernese Mountain Dog Club of America. Le bouvier bernois est d'ailleurs particulièrement affecté par l'histiocytose maligne (20 % selon le CNRS), cancer d'origine génétique et non soignable. La maladie se déclare généralement entre les 3 et 6 ans du chien. Le CNRS de Rennes[7] effectue une étude spécifique de la maladie sur le bouvier bernois.

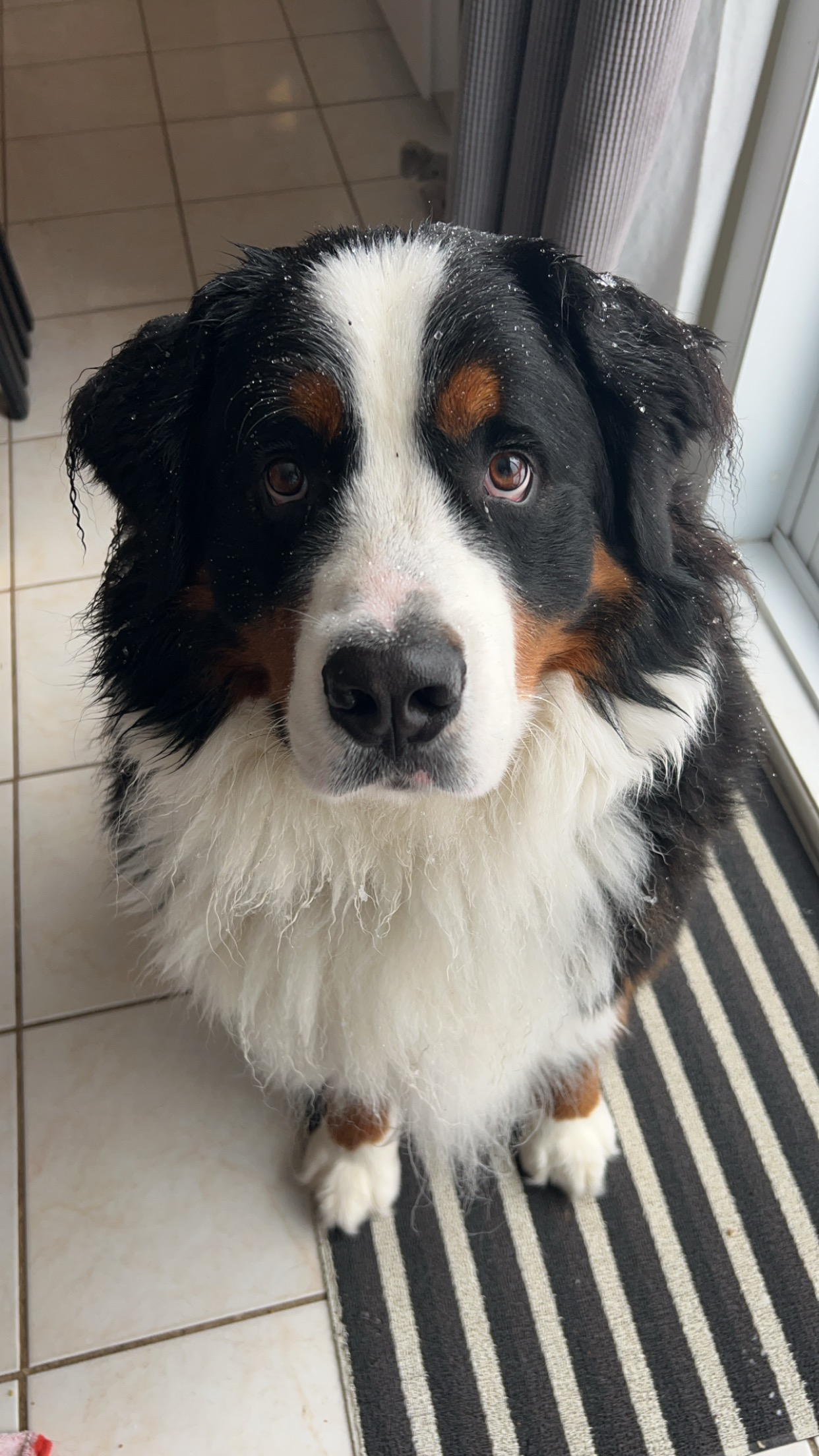
Bouvier bernois âgé d'un an.

- Bouvier bernois âgé d'un an.Otite et gale auriculaire : comme tous les chiens à oreilles tombantes, le bouvier bernois est sujet aux otites et aux gales auriculaires, un traitement préventif est conseillé.
- Retournement de l'estomac : courant chez les gros chiens, il nécessite une intervention chirurgicale de toute urgence pour éviter la mort de l'animal.
- Problèmes urinaires : les problèmes urinaires sont souvent présents chez les femelles de cette race puisqu'elles sont de grande taille. À cause de celle-ci et de leur poids, les femelles ont un espace restreint entre les pattes pour uriner et cela peut causer des mycoses, surtout en été à cause de la chaleur. Malheureusement, ce n'est pas quelque chose que le maître du chien peut voir facilement, donc cela se transforme couramment en problème urinaire. Il est très important que les chiennes gardent un poids contenu afin d'éviter que cette situation ne se répète d'année en année.